# Passerano Marmorito
Passerano Marmorito är en ort och kommun i provinsen Asti i regionen Piemonte i Italien. Kommunen hade 433 invånare (2018).